# Sammy & Co.
Sammy & Co. è una serie televisiva animata basata sul film Sammy 2 - La grande fuga di Ben Stassen e nWave Pictures. Prodotta da Zagtoon, Nexus Factory e nWave Pictures con la partecipazione di M6, Métropole Television, Tiji e StudioCanal, è stata realizzata con una computer grafica 3D di ultima generazione, ed è destinata ad un pubblico familiare con bambini tra i 4 e i 7 anni.

## Trama
Ricky ed Ella, insieme ai rispettivi nonni Ray e Sammy, vivono in un paradisiaco villaggio acquatico sulla scogliera di un atollo corallino, teoricamente al riparo da cattivi incontri. La tranquilla vita quotidiana è tuttavia movimentata da eventi improvvisi, tesori da scoprire e avventure pericolose, ma il coraggio di Ricky, la saggezza di Ella e la solidarietà dei tanti amici assicurano il lieto fine.

## Episodi italiani
Ciascun episodio italiano comprende due avventure:
1. Il Dente Dello Squalo
2. Il Pesce Scorpione Innamorato
3. Nella Buona e Nella Cattiva Sorte
4. Come Un Adulto
5. L'Abominevole Mostro Dei Mari
6. Intrappolata
7. Caccia Alle Perle
8. Tartarughe Volanti
9. Gli Invasori
10. Parola Di Murena
11. Buono
12. L'anello Prezioso
13. Il Rivale
14. Ombretto Con Scherzetto
15. Il Malato Immaginario
16. Il Regalo Di Pipo
17. La Pigione Delle Aragoste
18. Chi La Fa L'Aspetti
19. La Tartaruga Piumata
20. Jimbo Cuore Innamorato
21. Il Segreto Di Alpha
22. Il Tradimento Di Ricky
23. Il Grande Indovino
24. l Falso Bisticcio
25. Sfida Per Il Campetto
26. Il Tesoro Degli Squali
27. La Sindrome Del Pesce Pagliaccio
28. Vita Selvaggia
29. L'Oceano Perfetto
30. Pippo Spensierato
31. La Marcia Del Pesce Farfalla
32. Luce Sulla Scogliera
33. Il Padrino
34. Big Mama
35. Testa D'Uovo
36. I Turisti
37. Pronti Per L'Eclisse
38. L'oasi
39. La Grande Partenza
40. L'Abisso Senza Fondo
41. Un Atollo Diviso
42. Nonne Alla Riscossa
43. John Il Terribile
44. Operazione Amicizia
45. Gli Sbruffoni
46. L'Amuleto
47. Il Nuovo Sammy
48. La Febbre Del Gioco
49. La Leggenda Di Corallina E Del Cavaliere Biancogranchio
50. Ella Presuntuosa
51. Big D, L'Eroe
52. Doppio Compleanno

## Personaggi
Sammy – Nonno di Ella, coraggioso ed esperto esploratore, è considerato il saggio capo del villaggio e a lui tutti si rivolgono per risolvere i più svariati problemi della tribù. È una tartaruga.
Ella – È una giovane tartaruga pragmatica e riflessiva come il nonno, amica del cuore e compagna di avventure di Ricky.
Ricky – Nipote di Ray sogna la grande avventura alla scoperta del mondo. Intrepido e generoso, ma poco riflessivo, è sempre pronto ad aiutare gli altri. Lui ed Ella sono nati lo stesso giorno, tra loro c'è un'affettuosa amicizia che lascia presagire un più tenero legame futuro. È una tartaruga liuto.
Annabel – È una leggiadra e un po' ingenua piovra con facoltà mimetiche, che sottovaluta i pericoli dell'oceano. È un polpo comune.
Pipo – Il miglior amico di Ricky è un pesce brontolone, un po' pavido e lamentoso, ma disposto a qualsiasi cosa per amore degli amici. Adora il cibo. È un pesce farfalla.
Gli scorpioni – La civetta e superficiale Strass, che adora qualsiasi cosa brilli, il chiacchierone Bavass e l'attaccabrighe Crass innamorato di Strass sono tre dispettosi e intriganti compagni di classe di Ricky ed Ella.
Lulu – Aragosta colta e molto gentile, insegna ai piccoli le meraviglie del mondo subacqueo della barriera corallina. Un po' pazzoide, parla spesso con le sue chele. È un gambero pistola.
Ray – Nonno di Ricky e grande amico coetaneo di Sammy, è un nostalgico chiacchierone dei tempi passati. Al contrario di Sammy, preferisce risolvere i problemi ricorrendo alla forza.
Shelly – Grande amore, compagna e consigliera di Sammy, è una tenera nonna che spesso intercede per le malefatte di Ricky ed Ella.
Rita – Dal carattere autoritario e possessivo, spesso bisticcia con il suo compagno Ray ma non sopporta di restare a lungo separata da lui.
Big D – È un ippocampo ambizioso e megalomane, che vorrebbe soppiantare Sammy a capo della tribù. È un ippocampo.
Marco e Philip – Due inseparabili fratelli murene agli ordini di Big D.
Jimbo - Jimbo è molto amichevole e pigro. Ama la mamma di Annabel. È un pesce blob.
Abbott - Abbott è l'unico del suo gruppo che vuole salvare le 2 tartarughine e non mangiarle. È una sterna comune.

## Doppiatori italiani
Voci dei personaggi principali:
Sammy – Alessandro D'Errico
Ricky – Simone Lupinacci
Ella – Tiziana Martello
Pipo – Paolo Carenzo
Annabel – Elena Bedino